# Sjoqan Wälichanov

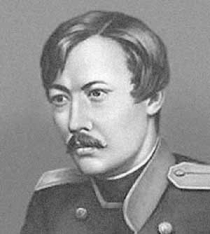
Sjoqan Wälichanov

Sjoqan Wälichanov (på kazakiska Шоқан Уәлиханов), född 1835, död 1865, var en kazakisk författare, historiker, etnograf och folklorist. Han skrev om seder, kultur och historia folken i Centralasien. Han var författare till Kirgizer.